# Spiroxamin
Spiroxamin ist ein Gemisch mehrerer isomerer chemischer Verbindungen aus der Gruppe der Spiroketalamine.

## Gewinnung und Darstellung
Spiroxamin kann durch Reaktion von 4-tert-Butylcyclohexanon mit racemischen 3-Chlor-1,2-propandiol und anschließender Substitution des Chlors durch Ethylpropylamin gewonnen werden.

## Eigenschaften
Spiroxamin ist eine beige Flüssigkeit. Seine Wasserlöslichkeit ändert sich zwischen dem pH-Wert von 3 und 9 zwischen sehr gut löslich (> 200 g/l) und löslich (≤ 0,5 g/l). Es ist stabil gegenüber Hydrolyse bei einem pH-Wert von 5, 7 und 9 und stabil gegenüber einer Photolyse. Die Verbindung besteht aus zwei Diastereomeren wobei das technische Produkt ein Mischungsverhältnis von etwa 50:50 der beiden Diastereomere besitzt.

## Verwendung

Angriffspunkt in der Ergosterin-Biosynthese

Spiroxamin wird als Wirkstoff in Pflanzenschutzmitteln verwendet. Es ist ein systemisches Fungizid, welches die Biosynthese von Sterolen in Pilzen hemmt. Es wurde 1997 von Bayer auf den Markt gebracht.
Die EU-Kommission erteilte 1999 eine Wirkstoffzulassung für Anwendungen als Fungizid, die 2011 erneuert wurde. 
In Deutschland, Österreich und der Schweiz sind Pflanzenschutzmittel mit diesem Wirkstoff zugelassen.